# Myles McKeon
Myles McKeon (Drummin, 3 aprile 1919 – Perth, 2 maggio 2016) è stato un vescovo cattolico irlandese naturalizzato australiano.

## Biografia
Myles McKeon nacque il 3 aprile 1919 a Drummin, un villaggio nella contea di Mayo.
Studiò presso il St Jarlath's College a Tuam e successivamente presso l'All Hallows College compresi anche tre anni di formazione presso lo University College Dublin a Dublino.
Fu ordinato presbitero il 22 giugno 1947 dal vescovo Henry Vincent Marshall. Dopo l'ordinazione sacerdotale fu inviato in Australia e si incardinò nell'arcidiocesi di Perth.
Giunto a destinazione, fu nominato parroco a Maylands, un sobborgo di Perth, e in seguito fu nominato cappellano del Royal Perth Hospital e assistente parroco della cattedrale di Perth. Negli anni successivi fu impegnato nelle missioni sul territorio e soprattutto fu incaricato dell'assistenza agli immigrati, con particolare attenzione ai minori in gravi difficoltà economiche e sociali.

### Ministero episcopale
Il 23 maggio 1962 papa Giovanni XXIII lo nominò vescovo ausiliare di Perth assegnandogli la sede titolare di Antipirgo. Ricevette l'ordinazione episcopale il 12 settembre seguente per imposizione delle mani del vescovo Launcelot John Goody.
Fu padre conciliare durante il Concilio Vaticano II, partecipando a tre delle quattro sessioni.
Durante gli anni del suo ministero fu promotore di diverse iniziative per il miglioramento della diocesi, tra cui la fondazione di un monastero carmelitano a Gelorup, una località nella contea di Capel, l'istituzione del Catholic Youth Camp a Busselton, del Catholic Development Fund nonché l'accorpamento della Marist Brothers High School e della Mercy Sisters High School nel Bunbury Catholic College. Collaborò anche alla fondazione della Catholic Education Commission of Western Australia nel 1971 e del Catholic Institute of Western Australia nel 1975.
Resse la diocesi per 13 anni rassegnando le dimissioni per motivi di salute il 18 febbraio 1982. Morì a Perth il 2 maggio 2016 all'età di 97 anni.

## Genealogia episcopale
La genealogia episcopale è:
- Cardinale Scipione Rebiba
- Cardinale Giulio Antonio Santori
- Cardinale Girolamo Bernerio, O.P.
- Arcivescovo Galeazzo Sanvitale
- Cardinale Ludovico Ludovisi
- Cardinale Luigi Caetani
- Cardinale Ulderico Carpegna
- Cardinale Paluzzo Paluzzi Altieri degli Albertoni
- Papa Benedetto XIII
- Papa Benedetto XIV
- Papa Clemente XIII
- Cardinale Marcantonio Colonna
- Cardinale Giacinto Sigismondo Gerdil, B.
- Cardinale Giulio Maria della Somaglia
- Cardinale Carlo Odescalchi, S.I.
- Cardinale Costantino Patrizi Naro
- Cardinale Serafino Vannutelli
- Cardinale Domenico Serafini, O.S.B.
- Cardinale Pietro Fumasoni Biondi
- Arcivescovo Filippo Bernardini
- Cardinale Norman Gilroy
- Vescovo Alfred Joseph Gummer
- Arcivescovo Launcelot John Goody
- Vescovo Myles McKeon